# Turbina Wells

La turbina de Wells és una turbina d'aire de baixa pressió que rota contínuament cap una direcció independentment de la direcció del flux d'aire. Les seves fulles presenten un perfil simètric amb el seu pla de simetria en el pla de rotació i perpendicular al corrent d'aire.
Va ser desenvolupada per l'ús com a generador a plantes amb Columnes d'Aigua Oscil·lant plantes d'energia de les ones, ja que la superfície d'aigua que puja i baixa, mou l'aire en una cambra de compressió i produeix un corrent d'aire oscil·lant. L'ús d'aquesta turbina bidireccional evita la necessitat a rectificar el corrent d'aire amb un vàlvula de control antiretorn delicada i cara.
La seva eficàcia és més baixa que d'una turbina amb direcció de corrent d'aire constant i perfil asimètric. Una raó per l'eficàcia més baixa és que els perfils simètrics tenen un millor coeficient d'arrossegament que els asimètric, fins i tot sota condicions òptimes. També, a la turbina de Wells, el perfil simètric corre en part sota un alt angle d'atac (p.e., Baixa velocitat de fulla / proporció de velocitat de l'aire), que succeeix durant els màxims de velocitat de l'aire del flux oscil·lant. Un angle alt d'atac causa una condició coneguda com a "Entrada en Pèrdua" ja que el perfil perd la força de sustentació. L'eficàcia de la turbina de Wells oscil·la entre uns valors 0.4 i 0.7.
La turbina Wells va ser desenvolupada per Alan Arthur Wells de la Universitari de la Reina a Belfast a finals dels 1970.
Nota
Una altra solució al problema de les turbines independents a la direcció de corrent és la Turbina de vent Darrieus (Darrieus rotor).